# 巴拉諾維奇區
巴拉諾維奇區（羅馬化：Baranovichskiy rayon）是白俄羅斯西南部布列斯特州的一個區，行政中心为巴拉诺维奇，面積2,202.3平方公里，2009年人口41,902，人口密度每平方公里19.01人。